# Зевс Идейский
Зевс Идейский (др.-греч. Ἰδαῖος) — эпиклеса Зевса в древнегреческой религии, обозначающая его как Зевса с гор Иды. Эти горы связываются с Идой в Троаде Малой Азии, так и с критской Идой.
У Гомера Зевс Идейский считается отцом Дардана, прародителем троянских дарданцев, и является высшим богом Троады, восседающим на Иде. Ему приносят жертвы на горе Ида, а также в Трое. Лаогонос, брат Дардана, был его жрецом. Он также упоминается как Зевс Идейский у Квинта Смирнского и Вергилия. Монеты из Илиона и Скепсиса имеют эпиклезис как надпись, алтари известны из Гаргары и из фригийских Келен, среди прочих.
Греческий миф связывает рождение Зевса с критской Идой, его главным святилищем там является Идейская пещера, что задокументировано письменно. Среди прочих Полибий и Ноннос из Панополиса называют критского Зевса Идейским.